# Trichodiadema
Trichodiadema es un género con 39 especies de plantas suculentas perteneciente a la familia Aizoaceae.

## Etimología
El nombre Trichodiadema viene del griego "thrix" (= seda) y "diadema" (= corona).

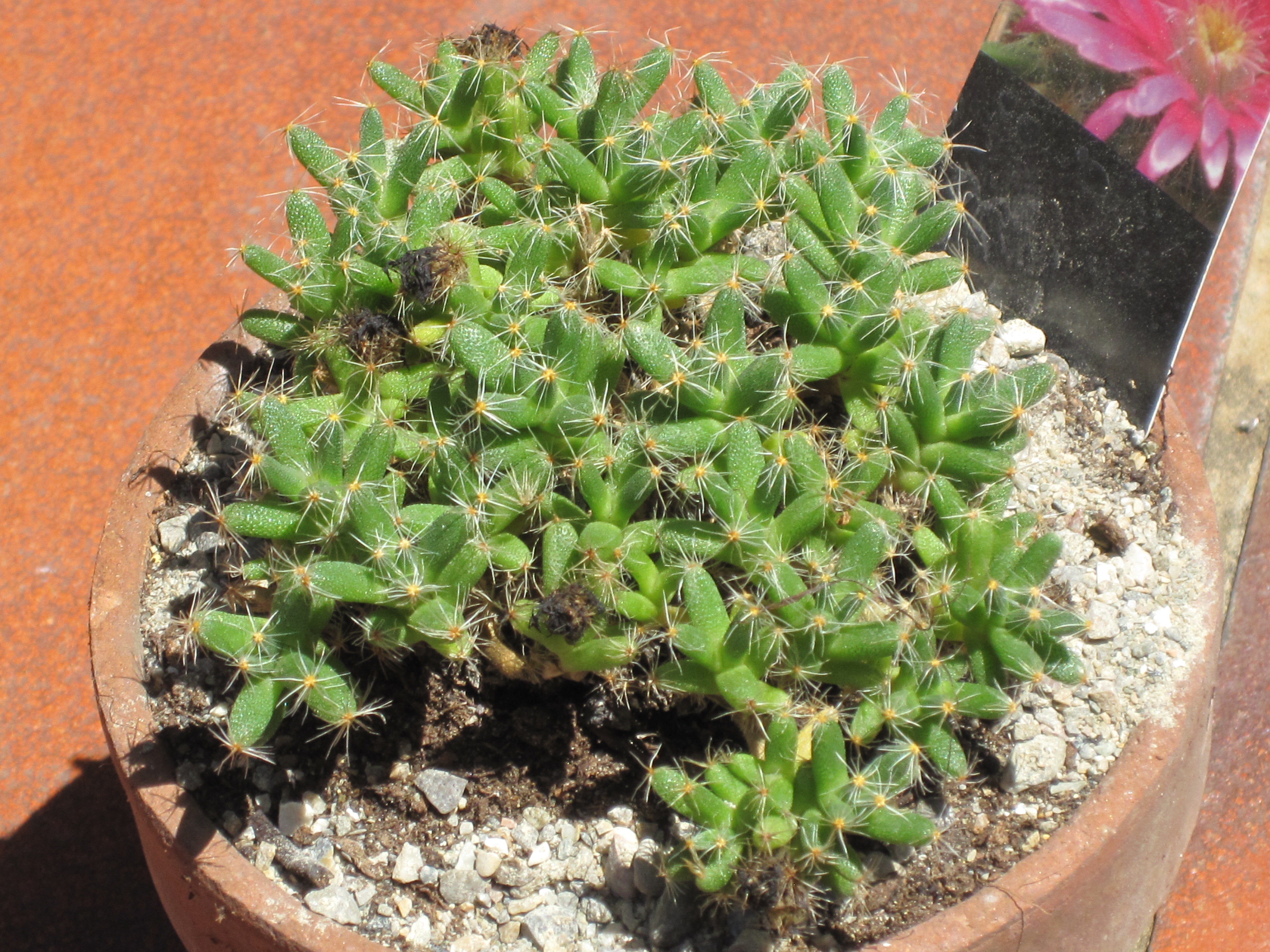
Trichodiadema densum

## Especies
| - Trichodiadema attonsum Schwantes - Trichodiadema aureum L.Bolus - Trichodiadema barbatum Schwantes - Trichodiadema bulbosum Schwantes - Trichodiadema burgeri L.Bolus - Trichodiadema calvatum L.Bolus - Trichodiadema concinnum L.Bolus - Trichodiadema densum Schwantes - Trichodiadema echinatum L.Bolus - Trichodiadema emarginatum L.Bolus - Trichodiadema fergusoniae L.Bolus - Trichodiadema fourcadei L.Bolus - Trichodiadema gracile L.Bolus - Trichodiadema hallii L.Bolus - Trichodiadema hirsutum (Haw.) Stearn - Trichodiadema imitans L.Bolus - Trichodiadema inornatum L.Bolus - Trichodiadema intonsum Schwantes - Trichodiadema introrsum (Hook. f.) Niesler - Trichodiadema littlewoodii L.Bolus | - Trichodiadema marlothii L.Bolus - Trichodiadema mirabile Schwantes - Trichodiadema obliquum L.Bolus - Trichodiadema occidentale L.Bolus - Trichodiadema olivaceum L.Bolus - Trichodiadema orientale L.Bolus - Trichodiadema peersii L.Bolus - Trichodiadema pomeridianum L.Bolus - Trichodiadema pygmaeum L.Bolus - Trichodiadema rogersiae L.Bolus - Trichodiadema rupicola L.Bolus - Trichodiadema ryderae L.Bolus - Trichodiadema schimperi (Engl.) A.G.J.Herre - Trichodiadema setuliferum Schwantes - Trichodiadema stayneri L.Bolus - Trichodiadema stellatum Schwantes - Trichodiadema stelligerum Schwantes - Trichodiadema strumosum L.Bolus - Trichodiadema tenue L.Bolus |